# ビリオム石
ビリオム石(ビリオムいし、英: Villiaumite)またはビリオマイトは、フッ化ナトリウムからなる希少なハロゲン化鉱物である。水に非常に溶けやすく、紫外線照射下で蛍光するものもある。モース硬度は2.5で、一般に赤色、ピンク色または橙色を呈する。人体には有毒である。
結晶の放射線損傷の結果、512nmのブロードな吸光ピークを持ち、赤色を呈する。
ギニア・ロス諸島のルーム島（Île de Roume）から記載され、タイプ標本の元の所有者だったフランスの軍人、シャルル・マクシム・ヴィヨーム（Charles Maxime Villiaume, 1858年-1920年）にちなみ1908年にアルフレッド・ラクロワにより命名された。
標本級の産地としては、ロシア・コラ半島のヒビーヌイ高地、カナダのモン・サンティレールやナミビアが知られる。
宝石としてカットされることもあるが、硬度が低く水溶性のため実用的ではない。実際、カットには水ではなく特殊な油を必要とするという。

## ギャラリー

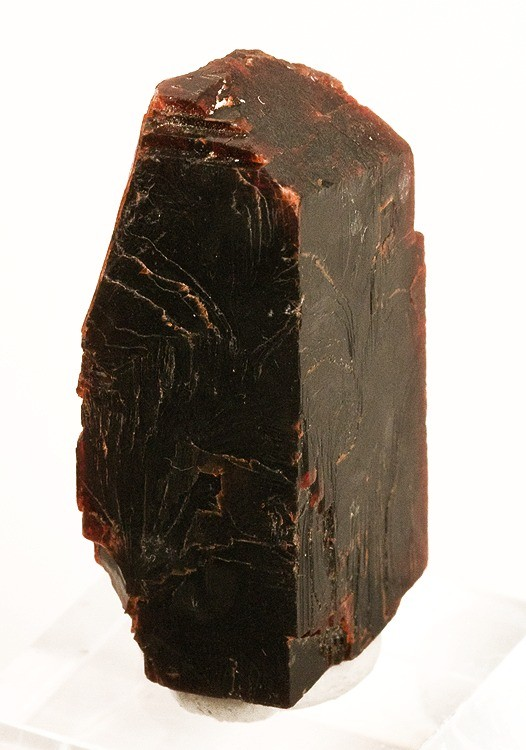
ビリオム石
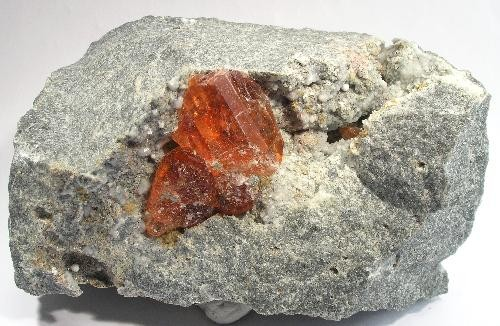
産出した状態
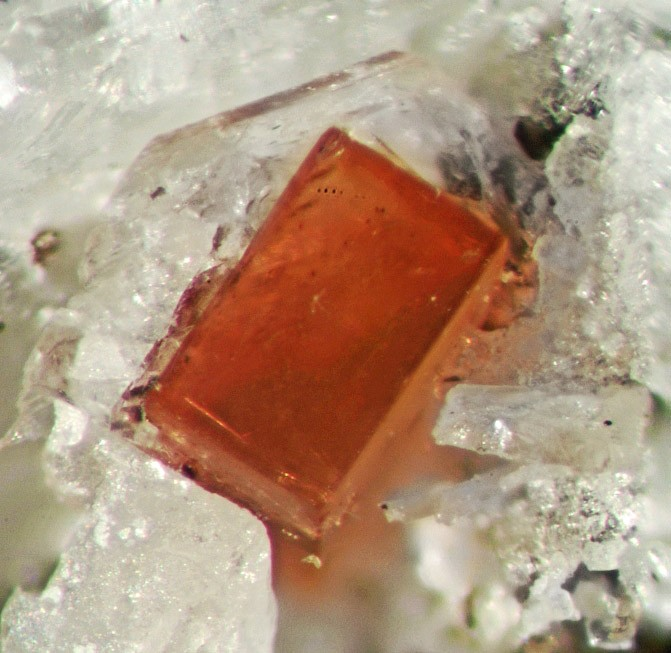
結晶